# Leichtathletik-Team-Europameisterschaft 2025
| 11. Leichtathletik-Team-Europameisterschaft                | 11. Leichtathletik-Team-Europameisterschaft | 11. Leichtathletik-Team-Europameisterschaft | 11. Leichtathletik-Team-Europameisterschaft |
| ---------------------------------------------------------- | ------------------------------------------- | ------------------------------------------- | ------------------------------------------- |
|                                                            |                                             |                                             |                                             |
| Resultate First Division (Endstand nach 37 Entscheidungen) |                                             |                                             |                                             |
| Madrid – 26. bis 29. Juni 2025 Estadio Vallehermoso        |                                             |                                             |                                             |
| Platz                                                      | Land                                        | Land                                        | Punkte                                      |
| 01                                                         | Italien                                     | Italien                                     | 431,5                                       |
| 02                                                         | Polen                                       | Polen                                       | 405,5                                       |
| 03                                                         | Deutschland                                 | Deutschland                                 | 397,0                                       |
| 04                                                         | Niederlande                                 | Niederlande                                 | 384,5                                       |
| 05                                                         | Großbritannien                              | Großbritannien                              | 381,0                                       |
| 06                                                         | Spanien                                     | Spanien                                     | 378,0                                       |
| 07                                                         | Frankreich                                  | Frankreich                                  | 354,5                                       |
| 08                                                         | Portugal                                    | Portugal                                    | 300,0                                       |
| 09                                                         | Schweden                                    | Schweden                                    | 288,5                                       |
| 10                                                         | Schweiz                                     | Schweiz                                     | 286,0                                       |
| 11                                                         | Tschechien                                  | Tschechien                                  | 283,0                                       |
| 12                                                         | Griechenland                                | Griechenland                                | 253,0                                       |
| 13                                                         | Ungarn                                      | Ungarn                                      | 244,5                                       |
| 14                                                         | Ukraine                                     | Ukraine                                     | 231,0                                       |
| 15                                                         | Finnland                                    | Finnland                                    | 220,5                                       |
| 16                                                         | Litauen                                     | Litauen                                     | 178,5                                       |
| ← Chorzów 2023                                             | ← Chorzów 2023                              | Chorzów 2027 →                              | Chorzów 2027 →                              |

Die 11. Leichtathletik-Team-Europameisterschaft, kurz auch Team-EM, fand vom 26. bis zum 29. Juni 2025 im Estadio Vallehermoso im spanischen Madrid statt. Die Wettbewerbe der 2. und 3. Division fanden im slowenischen Maribor vom 24. bis 29. Juni 2025 statt.

## Ergebnisse 2. und 3.Division
| 01 | Belgien    | 451,5 | 01 | Island                  | 461,5 |
| 02 | Slowenien  | 402,5 | 02 | Luxemburg               | 410,0 |
| 03 | Norwegen   | 400,0 | 03 | Bosnien und Herzegowina | 383,0 |
| 04 | Türkei     | 382,0 | 04 | Moldau                  | 371,0 |
| 05 | Irland     | 349,0 | 05 | Malta                   | 333,5 |
| 06 | Dänemark   | 335,0 | 06 | Aserbaidschan           | 315,5 |
| 07 | Österreich | 318,0 | 07 | Georgien                | 307,0 |
| 08 | Kroatien   | 308,5 | 08 | Nordmazedonien          | 270,5 |
| 09 | Slowakei   | 304,5 | 09 | Montenegro              | 268,0 |
| 10 | Rumänien   | 285,0 | 10 | Armenien                | 264,0 |
| 11 | Estland    | 266,5 | 11 | Andorra                 | 229,5 |
| 12 | Israel     | 258,5 | 12 | Albanien                | 223,0 |
| 13 | Serbien    | 253,0 | 13 | San Marino              | 207,5 |
| 14 | Zypern     | 245,5 | 14 | Kosovo                  | 154,0 |
| 15 | Bulgarien  | 240,5 | 15 | Liechtenstein           | 107,0 |
| 16 | Lettland   | 212,0 |    |                         |       |

 qualifiziert für die nächsthöhere Division der kommenden Team-EM

 abgestiegen in die nächst untere Division der kommenden Team-EM

## Legende
Kurze Übersicht zur Bedeutung der Symbolik – so üblicherweise auch in sonstigen Veröffentlichungen verwendet:
| CR    | Championship Record                            |
| NR    | Nationaler Rekord                              |
| WL    | Weltjahresbestleistung (World Lead)            |
| EL    | Europajahresbestleistung (Europe Lead)         |
| NU23R | Nationaler U23-Rekord                          |
| EU23L | Europajahresbestleistung U23 (Europe Lead U23) |
| PB    | Persönliche Bestleistung                       |
| SB    | Persönliche Saisonbestleistung                 |
| e     | egalisiert                                     |
| DNS   | nicht am Start (did not start)                 |
| DNF   | nicht im Ziel (did not finish)                 |
| DSQ   | disqualifiziert                                |
| NMW   | keine Weite (No Mark)                          |
| ogV   | ohne gültigen Versuch                          |
| NWI   | keine Windangabe (no wind information)         |

## First Division: Resultate der Einzeldisziplinen
(Quelle: )

### Männer

#### 100 m

##### Lauf 1
| Platz  | Athlet              | Land | Zeit (s) |
| ------ | ------------------- | ---- | -------- |
| 1 (01) | Eugene Amo-Dadzie   | GBR  | 10,07000 |
| 2 (02) | Elvis Afrifa        | NED  | 10,10 PB |
| 3 (04) | Henrik Larsson      | SWE  | 10,11 SB |
| 4 (05) | Lucas Ansah-Peprah  | GER  | 10,15000 |
| 5 (07) | Jeff Erius          | FRA  | 10,25 SB |
| 5 (07) | Delvis Santos       | POR  | 10,25000 |
| 7 (11) | Timothé Mumenthaler | SUI  | 10,30000 |
| 8 (16) | Lorenzo Patta       | ITA  | 14,42000 |

In Klammern: Platzierung in der Gesamtwertung aus beiden Läufen
Datum: 27. Juni
Wind: 0,0 m/s

##### Lauf 2
| Platz  | Athlet             | Land | Zeit (s) |
| ------ | ------------------ | ---- | -------- |
| 1 (03) | Oliwer Wdowik      | POL  | 10,10 PB |
| 2 (06) | Dominik Illovszky  | HUN  | 10,25 PB |
| 3 (09) | Sotirios Garaganis | GRE  | 10,26 PB |
| 4 (10) | Guillem Crespí     | ESP  | 10,26 SB |
| 5 (12) | Oleksandr Sokolow  | UKR  | 10,32 SB |
| 6 (13) | Adas Dambrauskas   | LTU  | 10,34 SB |
| 7 (14) | Samuli Samuelsson  | FIN  | 10,40000 |
| 8 (15) | Ondřej Macík       | CZE  | 10,43000 |

In Klammern: Platzierung in der Gesamtwertung aus beiden Läufen
Datum: 27. Juni
Wind: +0,1 m/s

#### 200 m

##### Lauf 1
| Platz  | Athlet                | Land | Zeit (s) |
| ------ | --------------------- | ---- | -------- |
| 1 (01) | Xavi Mo-Ajok          | NED  | 20,01 CR |
| 2 (02) | Fausto Desalu         | ITA  | 20,18 SB |
| 3 (03) | Toby Harries          | GBR  | 20,25000 |
| 4 (06) | Tomáš Němejc          | CZE  | 20,55 SB |
| 5 (07) | Adrià Alfonso         | ESP  | 20,57 PB |
| 6 (08) | Joshua Hartmann       | GER  | 20,63 SB |
| 7 (09) | Théo Schaub           | FRA  | 20,64 PB |
| 8 (10) | Gediminas Truskauskas | LTU  | 20,67 SB |

In Klammern: Platzierung in der Gesamtwertung aus beiden Läufen
Datum: 29. Juni
Wind: +1,8 m/s

##### Lauf 2
| Platz  | Athlet                    | Land | Zeit (s) |
| ------ | ------------------------- | ---- | -------- |
| 1 (04) | Igor Bogaczyński          | POL  | 20,37 PB |
| 2 (05) | Delvis Santos             | POR  | 20,52 PB |
| 3 (11) | Bradley Lestrade          | SUI  | 20,81 SB |
| 4 (12) | Samuel Purola             | FIN  | 20,86 SB |
| 5 (13) | Balázs Mészáros           | HUN  | 20,87000 |
| 6 (14) | Vasileios Myrianthopoulos | GRE  | 20,91000 |
| 7 (15) | Linus Pihl                | SWE  | 21,19 SB |
| 8 (16) | Dmytro Jantschyk          | UKR  | 21,35000 |

In Klammern: Platzierung in der Gesamtwertung aus beiden Läufen
Datum: 29. Juni
Wind: −0,2 m/s

#### 400 m

##### Lauf 1
| Platz  | Athlet               | Land | Zeit (s) |
| ------ | -------------------- | ---- | -------- |
| 1 (01) | Samuel Reardon       | GBR  | 44,60 CR |
| 2 (02) | Oleksandr Pohorilko  | UKR  | 44,81 NR |
| 3 (03) | Patrik Simon Enyingi | HUN  | 44,84 NR |
| 4 (05) | Jonas Phijffers      | NED  | 45,13000 |
| 5 (06) | Maksymilian Szwed    | POL  | 45,18 PB |
| 6 (07) | Téo Andant           | FRA  | 45,21 SB |
| 7 (09) | George John Franks   | GRE  | 45,46000 |
| 8 (16) | Jean Paul Bredau     | GER  | 46,64000 |

In Klammern: Platzierung in der Gesamtwertung aus beiden Läufen
Datum: 27. Juni

##### Lauf 2
| Platz  | Athlet          | Land | Zeit (s) |
| ------ | --------------- | ---- | -------- |
| 1 (04) | Edoardo Scotti  | ITA  | 44,93 PB |
| 2 (08) | Carl Bengtström | SWE  | 45,38 SB |
| 3 (10) | Vincent Gendre  | SUI  | 45,65 PB |
| 4 (11) | Manuel Bea      | ESP  | 45,89000 |
| 5 (12) | Matěj Krsek     | CZE  | 46,01000 |
| 6 (13) | Omar Elkhatib   | POR  | 46,24000 |
| 7 (14) | Konsta Alatupa  | FIN  | 46,32 SB |
| 8 (15) | Tomas Keršulis  | LTU  | 46,55000 |

In Klammern: Platzierung in der Gesamtwertung aus beiden Läufen
Datum: 27. Juni

#### 800 m

##### Lauf 1
| Platz  | Athlet             | Land | Zeit (min) |
| ------ | ------------------ | ---- | ---------- |
| 1 (01) | Mohamed Attaoui    | ESP  | 1:44,01 CR |
| 2 (02) | Francesco Pernici  | ITA  | 1:44,39 PB |
| 3 (03) | Corentin Magnou    | FRA  | 1:45,06000 |
| 4 (04) | Jakub Dudycha      | CZE  | 1:45,29000 |
| 5 (05) | Ivan Pelizza       | SUI  | 1:45,44000 |
| 6 (06) | Alexander Stepanov | GER  | 1:45,82000 |
| 7 (07) | Samuel Chapple     | NED  | 1:46,09000 |
| 8 (08) | Bartosz Kitliński  | POL  | 1:46,35000 |

In Klammern: Platzierung in der Gesamtwertung aus beiden Läufen
Datum: 27. Juni

##### Lauf 2
| Platz  | Athlet              | Land | Zeit (min) |
| ------ | ------------------- | ---- | ---------- |
| 1 (09) | Samuel Pihlström    | SWE  | 1:46,35000 |
| 2 (10) | Tiarnan Crorken     | GBR  | 1:46,92000 |
| 3 (11) | David Garcia        | POR  | 1:47,96000 |
| 4 (12) | Joonas Rinne        | FIN  | 1:47,99 SB |
| 5 (13) | Simas Bertašius     | LTU  | 1:48,40 SB |
| 6 (14) | Wladyslaw Fintschuk | UKR  | 1:48,40 SB |
| 7 (15) | Charalambos Lagos   | GRE  | 1:48,79000 |
| 8 (16) | Ferenc Soma Kovács  | HUN  | 1:49,86000 |

In Klammern: Platzierung in der Gesamtwertung aus beiden Läufen
Datum: 27. Juni

#### 1500 m
| Platz | Athlet               | Land | Zeit (min) |
| ----- | -------------------- | ---- | ---------- |
| 01    | Isaac Nader          | POR  | 3:39,08000 |
| 02    | Stefan Nillessen     | NED  | 3:39,97000 |
| 03    | Filip Rak            | POL  | 3:40,14000 |
| 04    | Adrián Ben           | ESP  | 3:40,31000 |
| 05    | Marc Tortell         | GER  | 3:40,58000 |
| 06    | Filip Sasínek        | CZE  | 3:40,87000 |
| 07    | Federico Riva        | ITA  | 3:40,89000 |
| 08    | Anas Lagtiy Chaoudar | FRA  | 3:41,04000 |
| 09    | Archie Davis         | GBR  | 3:41,26000 |
| 10    | Joonas Rinne         | FIN  | 3:41,97000 |
| 11    | Wadim Lenskyj        | UKR  | 3:42,76 PB |
| 12    | Emil Danielsson      | SWE  | 3:43,72000 |
| 13    | Ferenc Soma Kovács   | HUN  | 3:45,52000 |
| 14    | Silas Zurfluh        | SUI  | 3:46,08000 |
| 15    | Simas Bertašius      | LTU  | 3:46,29000 |
| 16    | Georgios Matzaridis  | GRE  | 3:49,76000 |

Datum: 29. Juni

#### 5000 m
| Platz | Athlet                   | Land | Zeit (min)  |
| ----- | ------------------------ | ---- | ----------- |
| 01    | Niels Laros              | NED  | 13:44,45000 |
| 02    | Dominic Lokinyomo Lobalu | SUI  | 13:45,37000 |
| 03    | Thierry Ndikumwenayo     | ESP  | 13:45,38000 |
| 04    | Frederik Ruppert         | GER  | 13:47,31 SB |
| 05    | Yemaneberhan Crippa      | ITA  | 13:48,03 SB |
| 06    | Bastien Augusto          | FRA  | 13:51,22000 |
| 07    | Kamil Herzyk             | POL  | 13:51,91 PB |
| 08    | David Mullarkey          | GBR  | 13:53,31000 |
| 09    | Jonathan Grahn           | SWE  | 13:56,03000 |
| 10    | Damián Vích              | CZE  | 13:57,11000 |
| 11    | Andrij Atamanjuk         | UKR  | 13:59,14 SB |
| 12    | István Szögi             | HUN  | 14:02,67000 |
| 13    | Eemil Helander           | FIN  | 14:07,40000 |
| 14    | Rúben Amaral             | POR  | 14:19,10000 |
| 15    | Giedrius Valinčius       | LTU  | 14:23,07000 |
| 16    | Konstantinos Stamoulis   | GRE  | 14:26,53000 |

Datum: 29. Juni

#### 110 m Hürden

##### Lauf 1
| Platz  | Athlet                  | Land | Zeit (s) |
| ------ | ----------------------- | ---- | -------- |
| 1 (01) | Jason Joseph            | SUI  | 13,24000 |
| 2 (02) | Lorenzo Ndele Simonelli | ITA  | 13,27 SB |
| 3 (03) | Tade Ojora              | GBR  | 13,36 SB |
| 4 (04) | Enrique Llopis          | ESP  | 13,40000 |
| 5 (05) | Jakub Szymański         | POL  | 13,41000 |
| 6 (06) | Romain Lecoeur          | FRA  | 13,44000 |
| 7 (07) | Manuel Mordi            | GER  | 13,64000 |
| 8 (08) | Timme Koster            | NED  | 13,65000 |

In Klammern: Platzierung in der Gesamtwertung aus beiden Läufen
Datum: 28. Juni
Wind: −0,4 m/s

##### Lauf 2
| Platz  | Athlet                | Land | Zeit (s) |
| ------ | --------------------- | ---- | -------- |
| 1 (09) | Santeri Kuusiniemi    | FIN  | 13,83000 |
| 2 (10) | Dmytro Bahinskyj      | UKR  | 13,85000 |
| 3 (11) | Anastasios Iliopoulos | GRE  | 14,03000 |
| 4 (12) | Edson Gomes           | POR  | 14,07000 |
| 5 (13) | Ludvig All            | SWE  | 14,22 PB |
| 6 (14) | Štěpán Štefko         | CZE  | 14,24000 |
| 7 (15) | Bálint Szeles         | HUN  | 14,48000 |
| 8 (16) | Edgaras Benkunskas    | LTU  | 14,59 SB |

In Klammern: Platzierung in der Gesamtwertung aus beiden Läufen
Datum: 28. Juni
Wind: −1,3 m/s

#### 400 m Hürden

##### Lauf 1
| Platz  | Athlet              | Land | Zeit (s) |
| ------ | ------------------- | ---- | -------- |
| 1 (01) | Vít Müller          | CZE  | 48,46000 |
| 2 (02) | Alastair Chalmers   | GBR  | 48,64000 |
| 3 (03) | Julien Bonvin       | SUI  | 48,66 SB |
| 4 (04) | Alessandro Sibilio  | ITA  | 48,94000 |
| 5 (05) | Jesús David Delgado | ESP  | 49,06000 |
| 6 (06) | Joshua Abuaku       | GER  | 49,39000 |
| 7 (09) | Oskar Edlund        | SWE  | 49,81000 |
| DNF    | Nick Smidt          | NED  |          |

In Klammern: Platzierung in der Gesamtwertung aus beiden Läufen
Datum: 28. Juni

##### Lauf 2
| Platz  | Athlet                 | Land | Zeit (s) |
| ------ | ---------------------- | ---- | -------- |
| 1 (07) | Antti Sainio           | FIN  | 49,44 SB |
| 2 (08) | Diogo Barrigana        | POR  | 49,58 PB |
| 3 (10) | Csaba Molnár           | HUN  | 50,12000 |
| 4 (11) | Hugo Menin             | FRA  | 50,49000 |
| 5 (12) | Rostyslaw Holubowytsch | UKR  | 50,97 PB |
| 6 (13) | Paweł Miezianko        | POL  | 51,17 PB |
| 7 (14) | Dimitris Levantinos    | GRE  | 51,24000 |
| 8 (15) | Lukas Šermukšnis       | LTU  | 51,96 PB |

In Klammern: Platzierung in der Gesamtwertung aus beiden Läufen
Datum: 28. Juni

#### 3000 m Hindernis
| Platz | Athlet              | Land | Zeit (min) |
| ----- | ------------------- | ---- | ---------- |
| 01    | Karl Bebendorf      | GER  | 8:20,43 CR |
| 02    | Daniel Arce         | ESP  | 8:22,04000 |
| 03    | Nicolas-Marie Daru  | FRA  | 8:22,39000 |
| 04    | Vidar Johansson     | SWE  | 8:26,14000 |
| 05    | Maciej Megier       | POL  | 8:27,16000 |
| 06    | William Battershill | GBR  | 8:28,19000 |
| 07    | István Palkovits    | HUN  | 8:28,22 SB |
| 08    | Ala Zoghlami        | ITA  | 8:28,59000 |
| 09    | Tomáš Habarta       | CZE  | 8:38,83000 |
| 10    | Nick Marsman        | NED  | 8:48,29000 |
| 11    | Etson Barros        | POR  | 8:50,52000 |
| 12    | Aarno Liebl         | SUI  | 8:50,73000 |
| 13    | Eero Heinonen       | FIN  | 9:03,36000 |
| 14    | Nestoras Kolios     | GRE  | 9:12,31000 |
| 15    | Roman Rostikus      | UKR  | 9:18,37000 |
| 16    | Lukas Tarasevičius  | LTU  | 9:38,99 SB |

Datum: 27. Juni

#### 4 × 100 m Staffel

##### Lauf 1
| Platz  | Land           | Besetzung                                                            | Zeit (s) |
| ------ | -------------- | -------------------------------------------------------------------- | -------- |
| 1 (01) | Niederlande    | Nsikak Ekpo Taymir Burnet Xavi Mo-Ajok Elvis Afrifa                  | 37,87 CR |
| 2 (02) | Deutschland    | Kevin Kranz Marvin Schulte Julian Wagner Lucas Ansah-Peprah          | 38,27000 |
| 3 (03) | Großbritannien | Romell Glave Adam Gemili Jona Efoloko Eugene Amo-Dadzie              | 38,33000 |
| 4 (04) | Italien        | Filippo Randazzo Filippo Tortu Fausto Desalu Lorenzo Ndele Simonelli | 38,46000 |
| 5 (05) | Spanien        | Jorge Hernández Abel Jordán Adrià Alfonso Guillem Crespí             | 38,57 SB |
| 6 (12) | Polen          | Patryk Krupa Adrian Brzeziński Łukasz Żak Dominik Kopeć              | 39,29000 |
| 7 (13) | Schweden       | Jean-Christian Zirignon Zion Eriksson Linus Pihl Lucas Törnström     | 39,44 SB |
| DNF    | Frankreich     | Ylann Bizasene Jeff Erius Antoine Thoraval Aymeric Priam             |          |

In Klammern: Platzierung in der Gesamtwertung aus beiden Läufen
Datum: 28. Juni

##### Lauf 2
| Platz  | Land         | Besetzung                                                                                 | Zeit (s) |
| ------ | ------------ | ----------------------------------------------------------------------------------------- | -------- |
| 1 (06) | Tschechien   | Zdeněk Stromšík Tomáš Němejc Eduard Kubelík Ondřej Macík                                  | 38,59 NR |
| 2 (07) | Schweiz      | Simon Ehammer Felix Svensson Bradley Lestrade Jason Joseph                                | 38,88 SB |
| 3 (08) | Griechenland | Theodoros Vrontinos Nikolaos Panagiotopoulos Sotirios Garaganis Vasileios Myrianthopoulos | 38,91 SB |
| 4 (09) | Portugal     | Carlos Nascimento Gabriel Maia Delvis Santos André Prazeres                               | 39,15000 |
| 5 (10) | Finnland     | Valtteri Louko Santeri Örn Samuli Samuelsson Samuel Purola                                | 39,24 SB |
| 6 (11) | Ungarn       | Dominik Illovszky Márk Pap Zalán Deák Ábel Takács                                         | 39,26 SB |
| 7 (14) | Litauen      | Kostas Skrabulis Kristupas Seikauskas Tomas Keršulis Gediminas Truskauskas                | 39,95000 |
| DSQ    | Ukraine      | Oleksandr Sosnowenko Oleksandr Sokolow Dmytro Jantschyk Illja Popow                       |          |

In Klammern: Platzierung in der Gesamtwertung aus beiden Läufen
Datum: 28. Juni

#### Hochsprung

##### Wettkampf 1
| Platz  | Athletin             | Land | Höhe (m)  |
| ------ | -------------------- | ---- | --------- |
| 1 (01) | Jan Štefela          | CZE  | 2,33 m PB |
| 2 (02) | Matteo Sioli         | ITA  | 2,27 m000 |
| 3 (03) | Tobias Potye         | GER  | 2,24 m000 |
| 4 (04) | Antonios Merlos      | GRE  | 2,21 m SB |
| 4 (04) | Dmytro Nikitin       | UKR  | 2,21 m000 |
| 6 (08) | Mateusz Kołodziejski | POL  | 2,21 m000 |
| 7 (11) | Gergely Török        | HUN  | 2,14 m000 |
| 8 (12) | Daniel Kosonen       | FIN  | 2,14 m000 |

In Klammern: Platzierung in der Gesamtwertung aus beiden Wettkämpfen
Datum: 28. Juni

##### Wettkampf 2
| Platz  | Athletin          | Land | Höhe (m)  |
| ------ | ----------------- | ---- | --------- |
| 1 (06) | David González    | ESP  | 2,21 m PB |
| 2 (07) | Kimani Jack       | GBR  | 2,21 m PB |
| 3 (09) | Juozas Baikštys   | LTU  | 2,18 m000 |
| 3 (09) | Elijah Pasquier   | FRA  | 2,18 m000 |
| 5 (12) | Gerson Baldé      | POR  | 2,14 m SB |
| 6 (14) | Melwin Lycke Holm | SWE  | 2,14 m000 |
| 7 (15) | Jérôme Hostettler | SUI  | 2,10 m PB |
| 8 (16) | Jin van der Lee   | NED  | 2,10 m000 |

In Klammern: Platzierung in der Gesamtwertung aus beiden Wettkämpfen
Datum: 28. Juni

#### Stabhochsprung

##### Wettkampf 1
| Platz  | Athletin          | Land | Höhe (m)  |
| ------ | ----------------- | ---- | --------- |
| 1 (01) | Menno Vloon       | NED  | 5,80 m000 |
| 2 (02) | Piotr Lisek       | POL  | 5,70 m000 |
| 3 (03) | Matěj Ščerba      | CZE  | 5,70 m PB |
| 4 (08) | Thibaut Collet    | FRA  | 5,60 m000 |
| 5 (10) | Matteo Oliveri    | ITA  | 5,45 m000 |
| 6 (11) | Valentin Imsand   | SUI  | 5,45 m000 |
| NMW    | Torben Blech      | GER  | ogV000    |
| DNS    | Emmanouil Karalis | GRE  |           |

In Klammern: Platzierung in der Gesamtwertung aus beiden Wettkämpfen
Datum: 26. Juni

##### Wettkampf 2
| Platz  | Athletin            | Land | Höhe (m)  |
| ------ | ------------------- | ---- | --------- |
| 1 (03) | Márton Böndör       | HUN  | 5,70 m PB |
| 2 (05) | Urho Kujanpää       | FIN  | 5,70 m PB |
| 2 (05) | Oleksandr Onufrijew | UKR  | 5,70 m PB |
| 4 (07) | Juan Luis Bravo     | ESP  | 5,60 m000 |
| 5 (09) | Owen Heard          | GBR  | 5,45 m000 |
| 6 (12) | Pedro Buaró         | POR  | 5,30 m000 |
| 7 (13) | Linus Jönsson       | SWE  | 5,10 m000 |
| 7 (13) | Nikodemas Laurynas  | LTU  | 5,10 m PB |

In Klammern: Platzierung in der Gesamtwertung aus beiden Wettkämpfen
Datum: 26. Juni

#### Weitsprung
| Platz | Athlet               | Land | Weite     |
| ----- | -------------------- | ---- | --------- |
| 01    | Miltiadis Tendoglou  | GRE  | 8,46 m CR |
| 02    | Thobias Montler      | SWE  | 8,08 m000 |
| 03    | Mattia Furlani       | ITA  | 8,07 m000 |
| 04    | Piotr Tarkowski      | POL  | 8,03 m PB |
| 05    | Julien Pauthonnier   | FRA  | 7,97 m000 |
| 06    | Simon Batz           | GER  | 7,92 m000 |
| 07    | Simon Ehammer        | SUI  | 7,89 m000 |
| 08    | Petr Meindlschmid    | CZE  | 7,82 m SB |
| 09    | Lester Lescay        | ESP  | 7,80 m000 |
| 10    | Kalle Salminen       | FIN  | 7,73 m000 |
| 11    | Samuel Khogali       | GBR  | 7,69 m000 |
| 12    | Danylo Dubyna        | UKR  | 7,62 m000 |
| 13    | Gerson Baldé         | POR  | 7,59 m000 |
| 14    | Mátyás Németh        | HUN  | 7,49 m SB |
| 15    | Algirdas Strelčiūnas | LTU  | 7,36 m000 |
| NMW   | Justin Sluijter      | NED  | ogV       |

Datum: 28. Juni

#### Dreisprung
| Platz | Athlet               | Land | Weite      |
| ----- | -------------------- | ---- | ---------- |
| 01    | Jonathan Seremes     | FRA  | 17,00 m000 |
| 02    | Simone Biasutti      | ITA  | 16,94 m PB |
| 03    | Wladyslaw Schepeljew | UKR  | 16,83 m PB |
| 04    | Marcos Ruiz          | ESP  | 16,15 m000 |
| 05    | Dániel Szenderffy    | HUN  | 16,00 m000 |
| 06    | Tiago Pereira        | POR  | 15,97 m000 |
| 07    | Fabian Biondina      | NED  | 15,91 m PB |
| 08    | Aaro Davidila        | FIN  | 15,90 m000 |
| 09    | Wojciech Galik       | POL  | 15,79 m000 |
| 10    | Andreas Pantazis     | GRE  | 15,62 m000 |
| 11    | Efe Uwaifo           | GBR  | 15,58 m000 |
| 12    | Pavel Halátek        | CZE  | 15,39 m000 |
| 13    | Marius Vadeikis      | LTU  | 15,30 m000 |
| 14    | Silvan Ryser         | SUI  | 14,94 m000 |
| 15    | Melwin Lycke Holm    | SWE  | 14,91 m PB |
| 16    | Pascal Boden         | GER  | 14,59 m000 |

Datum: 27. Juni

#### Kugelstoßen
| Platz | Athlet                | Land | Weite      |
| ----- | --------------------- | ---- | ---------- |
| 01    | Leonardo Fabbri       | ITA  | 21,68 m000 |
| 02    | Wictor Petersson      | SWE  | 21,10 m000 |
| 03    | Konrad Bukowiecki     | POL  | 20,55 m000 |
| 04    | Scott Lincoln         | GBR  | 20,41 m000 |
| 05    | Artem Lewtschenko     | UKR  | 20,36 m PB |
| 06    | Tsanko Arnaudov       | POR  | 19,52 m000 |
| 07    | Silas Ristl           | GER  | 19,42 m000 |
| 08    | Yannick Rolvink       | NED  | 19,34 m PB |
| 09    | Franck Elemba         | FRA  | 18,91 m000 |
| 10    | Tadeáš Procházka      | CZE  | 18,88 m000 |
| 11    | Stefan Wieland        | SUI  | 18,84 m000 |
| 12    | Konstantinos Gennikis | GRE  | 18,81 m000 |
| 13    | José Ángel Pinedo     | ESP  | 18,34 m000 |
| 14    | István Fekete         | HUN  | 18,17 m000 |
| 15    | Simonas Bakanas       | LTU  | 17,87 m PB |
| 16    | Nico Oksanen          | FIN  | 16,66 m000 |

Datum: 29. Juni

#### Diskuswurf
| Platz | Athlet             | Land | Weite      |
| ----- | ------------------ | ---- | ---------- |
| 01    | Daniel Ståhl       | SWE  | 68,36 m000 |
| 02    | Mika Sosna         | GER  | 66,17 m000 |
| 03    | Lawrence Okoye     | GBR  | 65,83 m000 |
| 04    | Diego Casas        | ESP  | 64,77 m000 |
| 05    | Andrius Gudžius    | LTU  | 64,63 m000 |
| 06    | Ruben Rolvink      | NED  | 63,78 m000 |
| 07    | Oskar Stachnik     | POL  | 61,88 m000 |
| 08    | Lolassonn Djouhan  | FRA  | 59,83 m000 |
| 09    | Dimitrios Pavlidis | GRE  | 59,78 m000 |
| 10    | Mychajlo Brudin    | UKR  | 59,41 m SB |
| 11    | Emanuel Sousa      | POR  | 59,23 m000 |
| 12    | Enrico Saccomano   | ITA  | 58,66 m000 |
| 13    | Jakub Forejt       | CZE  | 57,43 m000 |
| 14    | Gian Vetterli      | SUI  | 57,42 m000 |
| 15    | Mico Lampinen      | FIN  | 56,67 m000 |
| NMW   | János Huszák       | HUN  | ogV        |

Datum: 28. Juni

#### Hammerwurf
| Platz | Athlet              | Land | Weite      |
| ----- | ------------------- | ---- | ---------- |
| 01    | Mychajlo Kochan     | UKR  | 81,66 m PB |
| 02    | Merlin Hummel       | GER  | 81,27 m PB |
| 03    | Bence Halász        | HUN  | 80,63 m000 |
| 04    | Yann Chaussinand    | FRA  | 78,45 m000 |
| 05    | Volodymyr Myslyvčuk | CZE  | 75,38 m000 |
| 06    | Giorgio Olivieri    | ITA  | 72,90 m000 |
| 07    | Décio Andrade       | POR  | 72,35 m SB |
| 08    | Denzel Comenentia   | NED  | 71,79 m000 |
| 09    | Ragnar Carlsson     | SWE  | 70,80 m000 |
| 10    | Lars Wolfisberg     | SUI  | 70,54 m000 |
| 11    | Ioannis Korakidis   | GRE  | 70,53 m000 |
| 12    | Kevin Arreaga       | ESP  | 69,19 m000 |
| 13    | Jake Norris         | GBR  | 69,19 m000 |
| 14    | Aaron Kangas        | FIN  | 69,06 m000 |
| 15    | Tomas Vasiliauskas  | LTU  | 64,68 m000 |
| NMW   | Paweł Fajdek        | POL  | ogV        |

Datum: 27. Juni

### Frauen

#### Stabhochsprung

##### Wettkampf 1
| Platz  | Athletin           | Land | Höhe (m)  |
| ------ | ------------------ | ---- | --------- |
| 1 (01) | Amálie Švábíková   | CZE  | 4,65 m000 |
| 2 (02) | Maryna Kylypko     | UKR  | 4,65 m SB |
| 3 (03) | Angelica Moser     | SUI  | 4,55 m000 |
| 4 (04) | Elisa Molinarolo   | ITA  | 4,45 m000 |
| 5 (06) | Elise de Jong      | NED  | 4,30 m000 |
| 6 (08) | Hanga Klekner      | HUN  | 4,30 m000 |
| 7 (11) | Saga Andersson     | FIN  | 4,30 m000 |
| 7 (11) | Marie-Julie Bonnin | FRA  | 4,30 m000 |

In Klammern: Platzierung in der Gesamtwertung aus beiden Wettkämpfen
Datum: 26. Juni

##### Wettkampf 2
| Platz  | Athletin                | Land | Höhe (m)  |
| ------ | ----------------------- | ---- | --------- |
| 1 (05) | Gemma Tutton            | GBR  | 4,45 m PB |
| 2 (06) | Ariadni Adamopoulou     | GRE  | 4,30 m000 |
| 3 (09) | Sandra Alvero           | SWE  | 4,30 m000 |
| 4 (10) | Monica Clemente         | ESP  | 4,30 m SB |
| 5 (11) | Rugilė Miklyčiūtė       | LTU  | 4,30 m NR |
| 5 (11) | Zofia Gaborska          | POL  | 4,30 m PB |
| 7 (15) | Friedelinde Petershofen | GER  | 4,15 m000 |
| DNS    | Cátia Pereira           | POR  |           |

In Klammern: Platzierung in der Gesamtwertung aus beiden Wettkämpfen
Datum: 26. Juni

#### Hammerwurf
| Platz | Athlet             | Land | Weite      |
| ----- | ------------------ | ---- | ---------- |
| 01    | Anita Włodarczyk   | POL  | 73,34 m SB |
| 02    | Silja Kosonen      | FIN  | 73,09 m000 |
| 03    | Anna Purchase      | GBR  | 71,41 m000 |
| 04    | Sara Fantini       | ITA  | 70,56 m000 |
| 05    | Aileen Kuhn        | GER  | 69,98 m000 |
| 06    | Stamatia Skarvelis | GRE  | 68,01 m000 |
| 07    | Laura Redondo      | ESP  | 65,93 m000 |
| 08    | Mariana Pestana    | POR  | 64,79 m000 |
| 09    | Zsanett Németh     | HUN  | 64,33 m000 |
| 10    | Rebecka Hallerth   | SWE  | 64,02 m000 |
| 11    | Lotte Smink        | NED  | 63,94 m000 |
| 12    | Iryna Klymez       | UKR  | 62,70 m000 |
| 13    | Rose Loga          | FRA  | 60,54 m000 |
| 14    | Tereza Holcová     | CZE  | 59,81 m000 |
| 15    | Iris Nowack        | SUI  | 57,30 m000 |
| 16    | Radha Kucinskaite  | LTU  | 34,36 m000 |

Datum: 28. Juni

### Mixed

#### 4 × 400 m Staffel

##### Lauf 1
| Platz  | Land | Besetzung | Zeit (min)       |
| ------ | ---- | --------- | ---------------- |
| 1 (01) | POL  |           | 3:04,43 CR WL NR |
| 2 (02) | ITA  |           | 3:09,66 NR       |
| 3 (03) | GBR  |           | 3:09,66 SB       |
| 4 (04) | ESP  |           | 3:10,48 SB       |
| 5 (05) | FRA  |           | 3:11,71 NR       |
| 6 (06) | NED  |           | 3:12,92 SB       |
| 7 (07) | GER  |           | 3:13,21 SB       |
| 8 (14) | CZE  |           | 3:20,01 SB       |

In Klammern: Platzierung in der Gesamtwertung aus beiden Läufen
Datum: 29. Juni

##### Lauf 2
| Platz  | Land | Besetzung | Zeit (min) |
| ------ | ---- | --------- | ---------- |
| 1 (08) | HUN  |           | 3:14,97 SB |
| 2 (09) | SWE  |           | 3:15,40 PB |
| 3 (10) | FIN  |           | 3:15,60 PB |
| 4 (11) | UKR  |           | 3:16,18 SB |
| 5 (12) | GRE  |           | 3:19,02 PB |
| 6 (13) | LTU  |           | 3:19,86 SB |
| DSQ    | POR  |           |            |
| DSQ    | SUI  |           |            |

In Klammern: Platzierung in der Gesamtwertung aus beiden Läufen
Datum: 29. Juni

## Second Division: Übersicht zu den drei Erstplatzierten in den Einzeldisziplinen
| Disziplin         | Sieger                                                                                       | Sieger          | Zweiter                                                            | Zweiter          | Dritter                                                            | Dritter         |
| ----------------- | -------------------------------------------------------------------------------------------- | --------------- | ------------------------------------------------------------------ | ---------------- | ------------------------------------------------------------------ | --------------- |
| 100 m             | Per Tinius Fremstad-Waldron                                                                  | 10,46 s         | Simon Hansen                                                       | 10,55 s          | Oskars Grava                                                       | 10,56 s         |
| 200 m             | Blessing Afrifah                                                                             | 20,31 s SB      | Simon Verherstraeten                                               | 20,61 s          | Oskars Grava                                                       | 20,65 s PB      |
| 400 m             | Alexander Doom                                                                               | 44,66 s SB      | Rok Ferlan                                                         | 44,70 s NR       | Mihai Dringo                                                       | 44,74 s NR      |
| 800 m             | Marino Bloudek                                                                               | 1:46,22 min     | Pieter Sisk                                                        | 1:46,29 min      | Cian McPhillips                                                    | 1:46,37 min     |
| 1500 m            | Ruben Verheyden                                                                              | 3:42,58 min     | Håkon Moe Berg                                                     | 3:42,76 min      | Shane Bracken                                                      | 3:42,92 min     |
| 5000 m            | Isaac Kimeli                                                                                 | 13:55,70 min SB | Brian Fay                                                          | 13:56,07 min     | Joel Ibler Lillesø                                                 | 13:58,64 min SB |
| 110 m Hürden      | Enzo Diessl                                                                                  | 13,31 s         | Filip Jakob Demšar                                                 | 13,47 s NR       | Mikdat Sevler                                                      | 13,61 s SB      |
| 400 m Hürden      | Patrik Dömötör                                                                               | 49,61 s         | Mimoun Abdoul Wahab                                                | 50,23 s          | Niklas Strohmayer-Dangl                                            | 50,75 s         |
| 3000 m Hindernis  | Abdullah Tuğluk                                                                              | 8:45,14 min     | Tim Van de Velde                                                   | 8:47,74 min SB   | Zemenu Muchie                                                      | 8:48,01 min SB  |
| 4 × 100 m Staffel | NorwegenPer Tinius Fremstad-Waldron Jacob Vaula Mathias Hove Johansen Andreas Ofstad Kulseng | 38,86 s NR      | IrlandMichael Farrelly Sean Aigboboh Marcus Lawler Israel Olatunde | 38,88 s NR       | SlowenienJernej Gumilar Matevž Šuštaršič Andrej Skočir Jurij Beber | 39,12 s NR      |
| Hochsprung        | Yonathan Kapitolnik                                                                          | 2,25 m          | Jef Vermeiren Valentin Androne                                     | 2,19 m 2,19 m PB | nicht vergeben                                                     |                 |
| Stabhochsprung    | Ben Broeders                                                                                 | 5,70 m          | Ersu Şaşma                                                         | 5,50 m           | Robert Kompus                                                      | 5,50 m PB       |
| Weitsprung        | Matúš Blšták                                                                                 | 7,79 m PB       | Hans-Christian Hausenberg                                          | 7,78 m SB        | Henrik Flåtnes                                                     | 7,74 m          |
| Dreisprung        | Endiorass Kingley                                                                            | 16,85 m NR      | Can Özüpek                                                         | 16,25 m          | Latschesar Waltschew                                               | 16,11 m         |
| Kugelstoßen       | Marcus Thomsen                                                                               | 21,02 m         | Armin Sinančević                                                   | 20,54 m          | Andrei Toader                                                      | 20,30 m         |
| Diskuswurf        | Kristjan Čeh                                                                                 | 68,16 m         | Lukas Weißhaidinger                                                | 64,88 m SB       | Alin Firfirică                                                     | 63,81 m         |
| Hammerwurf        | Thomas Mardal                                                                                | 76,85 m         | Özkan Baltacı                                                      | 74,58 m          | Adam Kelly                                                         | 73,66 m         |
| Speerwurf         | Daniel Thrana                                                                                | 80,24 m PB      | Arthur W. Petersen                                                 | 79,01 m SB       | Alexandru Novac                                                    | 78,73 m         |

| Disziplin         | Sieger                                                           | Sieger         | Zweiter                                                                             | Zweiter        | Dritter                                                | Dritter         |
| ----------------- | ---------------------------------------------------------------- | -------------- | ----------------------------------------------------------------------------------- | -------------- | ------------------------------------------------------ | --------------- |
| 100 m             | Delphine Nkansa                                                  | 11,42 s        | Lucija Potnik                                                                       | 11,57 s PB     | Viktória Forster                                       | 11,60 s         |
| 200 m             | Imke Vervaet                                                     | 22,85 s PB     | Olivia Fotopoulou                                                                   | 22,90 s SB     | Line Kloster                                           | 23,17 s SB      |
| 400 m             | Emma Zapletalová                                                 | 50,76 s NR     | Imke Vervaet                                                                        | 50,86 s PB     | Sharlene Mawdsley                                      | 50,93 s SB      |
| 800 m             | Caroline Bredlinger                                              | 1:58,95 min PB | Anita Horvat                                                                        | 1:59,78 min SB | Pernille Karlsen Antonsen                              | 2:01,01 min     |
| 1500 m            | Şilan Ayyıldız                                                   | 4:17,02 min    | Elise Vanderelst                                                                    | 4:17,48 min    | Ingeborg Østgård                                       | 4:20,18 min     |
| 5000 m            | Klara Lukan                                                      | 15:09,56 min   | Jana Van Lent                                                                       | 15:37,51 min   | Carina Reicht                                          | 15:53,27 min PB |
| 100 m Hürden      | Sarah Lavin                                                      | 12,82 s        | Viktória Forster                                                                    | 12,86 s        | Yanla Ndjip-Nyemeck                                    | 12,89 s         |
| 400 m Hürden      | Naomi Van Den Broeck                                             | 55,33 s        | Amalie Iuel                                                                         | 55,51 s        | Daniela Ledecká                                        | 56,23 s         |
| 3000 m Hindernis  | Adva Cohen                                                       | 9:32,43 min    | Eline Dalemans                                                                      | 9:33,04 min    | Juliane Hvid                                           | 9:39,26 min SB  |
| 4 × 100 m Staffel | BelgienJanie De Naeyer Lotte Van Lent Lien Torfs Delphine Nkansa | 43,46 s SB     | DänemarkIda Beiter Bomme Klara Skriver Loessl Celina Hagihara Amaya Kruse Jørgensen | 43,94 s SB     | IrlandSarah Leahy Ciara Neville Lauren Roy Sarah Lavin | 43,97 s SB      |
| Hochsprung        | Merel Maes                                                       | 1,93 m PB      | Angelina Topić                                                                      | 1,93 m         | Elena Kulichenko                                       | 1,89 m          |
| Stabhochsprung    | Tina Šutej                                                       | 4,70 m         | Elien Vekemans                                                                      | 4,65 m NR      | Lene Retzius                                           | 4,50 m SB       |
| Weitsprung        | Milica Gardašević                                                | 6,75 m SB      | Ida Andrea Breigan                                                                  | 6,60 m         | Plamena Mitkowa                                        | 6,43 m          |
| Dreisprung        | Elena Taloș                                                      | 14,18 m        | Ivana Španović                                                                      | 14,15 m SB     | Tuğba Danışmaz                                         | 14,00 m         |
| Kugelstoßen       | Emel Dereli                                                      | 16,23 m        | Estel Valeanu                                                                       | 16,09 m        | Elena Defrère                                          | 15,80 m         |
| Diskuswurf        | Sandra Elkasević                                                 | 62,87 m        | Lisa Brix Pedersen                                                                  | 58,88 m        | Özlem Becerek                                          | 56,59 m         |
| Hammerwurf        | Beatrice Nedberge Llano                                          | 71,14 m        | Bianca Ghelber                                                                      | 70,62 m        | Nicola Tuthill                                         | 70,50 m         |
| Speerwurf         | Victoria Hudson                                                  | 67,76 m WL     | Sigrid Borge                                                                        | 65,66 m SB     | Adriana Vilagoš                                        | 62,75 m         |

| Disziplin         | Sieger                                                                               | Sieger         | Zweiter                                                              | Zweiter        | Dritter                                                         | Dritter        |
| ----------------- | ------------------------------------------------------------------------------------ | -------------- | -------------------------------------------------------------------- | -------------- | --------------------------------------------------------------- | -------------- |
| 4 × 400 m Staffel | NorwegenAndreas Ofstad Kulseng Amalie Iuel Håvard Bentdal Ingvaldsen Henriette Jæger | 3:13,64 min SB | SlowakeiPatrik Dömötör Daniela Ledecká Matej Baluch Emma Zapletalová | 3:14,05 min SB | RumänienMihai Dringo Alexandra Uță Mario Dobrescu Andrea Miklós | 3:14,71 min SB |

## Third Division: Übersicht zu den drei Erstplatzierten in den Einzeldisziplinen
| Disziplin         | Sieger                                                                                                | Sieger          | Zweiter                                                                        | Zweiter         | Dritter                                                            | Dritter         |
| ----------------- | --- | --------------- | ------------------------------------------------------------------------------ | --------------- | ------------------------------------------------------------------ | --------------- |
| 100 m             | Əlham Nağıyev                                                                                         | 10,42 s PB      | Francesco Sansovini                                                            | 10,59 s         | Kristófer Þorgrímsson                                              | 10,82 s         |
| 200 m             | Əlham Nağıyev                                                                                         | 20,75 s PB      | Franko Burraj                                                                  | 20,97 s NR      | Bakir Musić                                                        | 21,10 s PB      |
| 400 m             | Franko Burraj                                                                                         | 45,87 s NR      | Matthew Galea Soler                                                            | 46,90 s PB      | Ivan Galuşco                                                       | 47,05 s PB      |
| 800 m             | Amel Tuka                                                                                             | 1:49,37 min     | Mathis Espagnet                                                                | 1:50,02 min     | Leon Thaqi                                                         | 1:50,68 min     |
| 1500 m            | Nahuel Carabaña                                                                                       | 3:45,31 min PB  | Jerwand Mkrttschjan                                                            | 3:45,98 min     | Gaspar Klückers                                                    | 3:51,81 min     |
| 5000 m            | Darko Ivanovski                                                                                       | 14:04,06 min SB | Baldvin Magnússon                                                              | 14:30,71 min SB | Maxim Răileanu                                                     | 14:37,69 min SB |
| 110 m Hürden      | Matija Vojvodić                                                                                       | 14,58 s PB      | Benjamin Bojanić                                                               | 14,65 s PB      | Benjamin Salnitro                                                  | 14,98 s PB      |
| 400 m Hürden      | Ívar Kristinn Jasonarson                                                                              | 52,06 s         | Eloi Vilella Escolano                                                          | 52,16 s PB      | David Friederich                                                   | 53,01 s         |
| 3000 m Hindernis  | Gil Weicherding                                                                                       | 8:49,34 min PB  | Hlynur Andrésson                                                               | 9:08,99 min SB  | Luke Micallef                                                      | 9:16,18 min SB  |
| 4 × 100 m Staffel | IslandArnar Logi Brynjarsson Sveinbjörn Óli Svavarsson Þorleifur Einar Leifsson Kristófer Þorgrímsson | 40,85 s SB      | NordmazedonienMihail Petrov Jovan Stojoski Marko Aleksovski Andreas Trajkovski | 40,89 s NR      | LuxemburgEnguerran Bossicard David Wallig Louis Muller Luc Dostert | 41,26 s SB      |
| Hochsprung        | Marko Šuković                                                                                         | 2,09 m          | Charel Gaspar                                                                  | 2,09 m          | Brajan Avia                                                        | 2,06 m PB       |
| Stabhochsprung    | Arian Milicija                                                                                        | 4,85 m          | Miquel Vilchez Vendrell                                                        | 4,60 m          | Nicolai Bonello                                                    | 4,35 m SB       |
| Weitsprung        | Andreas Trajkovski                                                                                    | 7,83 m          | Daníel Ingi Egilsson                                                           | 7,79 m SB       | Gor Howakimjan                                                     | 7,67 m PB       |
| Dreisprung        | Rustam Məmmədov                                                                                       | 16,31 m         | Gor Howakimjan                                                                 | 16,29 m PB      | Lascha Gulelauri                                                   | 15,83 m         |
| Kugelstoßen       | Giorgi Mudscharidse                                                                                   | 19,80 m         | Mesud Pezer                                                                    | 19,14 m         | Alexandr Mazur                                                     | 18,70 m         |
| Diskuswurf        | Temuri Abulaschwili                                                                                   | 57,75 m         | Voislav Grubiša                                                                | 56,64 m         | Mimir Sigurðsson                                                   | 55,78 m SB      |
| Hammerwurf        | Hilmar Örn Jónsson                                                                                    | 73,44 m         | Serghei Marghiev                                                               | 70,26 m         | Goga Tschichwarja                                                  | 59,51 m         |
| Speerwurf         | Andrian Mardare                                                                                       | 81,07 m SB      | Sindri Hrafn Guðmundsson                                                       | 74,54 m         | Matthias Verling                                                   | 72,90 m NR      |

| Disziplin         | Sieger                                                                                       | Sieger       | Zweiter                                                           | Zweiter         | Dritter                                                                   | Dritter                      |
| ----------------- | -------------------------------------------------------------------------------------------- | ------------ | ----------------------------------------------------------------- | --------------- | ------------------------------------------------------------------------- | ---------------------------- |
| 100 m             | Alessandra Gasparelli                                                                        | 11,50 s NR   | Lamiyə Vəliyeva                                                   | 11,62 s PB      | Eir Hlésdóttir                                                            | 11,69 s PB                   |
| 200 m             | Eir Hlésdóttir                                                                               | 23,44 s NR   | Lamiyə Vəliyeva                                                   | 23,58 s NR      | Alessandra Gasparelli                                                     | 23,84 s SB                   |
| 400 m             | Fanny Arendt                                                                                 | 53,49 s      | Ani Mamazaschwili                                                 | 54,60 s PB      | Guðbjörg Jóna Bjarnadóttir                                                | 55,00 s                      |
| 800 m             | Gina McNamara                                                                                | 2:10,05 min  | Aníta Hinriksdóttir                                               | 2:10,52 min     | Relaksa Dauti                                                             | 2:13,12 min                  |
| 1500 m            | Gina McNamara                                                                                | 4:27,22 min  | Gresa Bakraçi                                                     | 4:28,73 min SB  | Redia Dauti                                                               | 4:33,52 min SB               |
| 5000 m            | Kimberly Chinfatt                                                                            | 16:23,65 min | Andrea Kolbeinsdóttir                                             | 16:53,93 min SB | Ecaterina Cernat                                                          | 17:42,85 min PB              |
| 100 m Hürden      | Victoria Rausch                                                                              | 13,23 s NR   | Júlía Kristín Jóhannesdóttir                                      | 13,75 s         | Maša Garić                                                                | 13,93 s PB                   |
| 400 m Hürden      | Duna Viñals                                                                                  | 59,75 s      | Maša Garić                                                        | 59,80 s         | Uyana Granger                                                             | 1:01,16 min                  |
| 3000 m Hindernis  | Andreea Stavila                                                                              | 9:55,81 min  | Andrea Kolbeinsdóttir                                             | 10:07,38 min NR | Jeanne Cros Liz Weiler                                                    | 11:25,11 min PB 11:25,11 min |
| 4 × 100 m Staffel | IslandJúlía Kristín Jóhannesdóttir Eir Hlésdóttir Ísold Sævarsdóttir María Helga Högnadóttir | 46,03 s SB   | LuxemburgSandrine Rossi Victoria Rausch Anaïs Bauer Camille Gaeng | 46,18 s SB      | MaltaAlessia Cristina Claire Azzopardi Thea Parnis Coleiro Martha Spiteri | 46,99 s SB                   |
| Hochsprung        | Marija Vuković                                                                               | 1,85 m       | Birta María Haraldsdóttir                                         | 1,81 m =SB      | Sara Lučić                                                                | 1,79 m SB                    |
| Stabhochsprung    | Karen Sif Ársælsdóttir                                                                       | 3,55 m       | Martina Muraccini                                                 | 3,45 m          | Sana Grillo                                                               | 3,30 m                       |
| Weitsprung        | Rachela Pace                                                                                 | 6,39 m       | Birna Kristín Kristjánsdóttir                                     | 6,31 m          | Mari Dsagnidse                                                            | 6,30 m PB                    |
| Dreisprung        | Yekaterina Sarıyeva                                                                          | 13,87 m SB   | Irma Gunnarsdóttir                                                | 13,72 m NR      | Rachela Pace                                                              | 13,39 m                      |
| Kugelstoßen       | Erna Sóley Gunnarsdóttir                                                                     | 16,05 m      | Alexandra Emilianov                                               | 15,80 m SB      | Sopiko Schatirischwili                                                    | 15,04 m                      |
| Diskuswurf        | Alexandra Emilianov                                                                          | 61,84 m SB   | Hera Christensen                                                  | 53,80 m PB      | Jule Insinna                                                              | 49,94 m NR                   |
| Hammerwurf        | Yipsi Moreno                                                                                 | 67,96 m NR   | Guðrún Karítas Hallgrímsdóttir                                    | 66,04 m         | Sofia Snäll                                                               | 57,43 m                      |
| Speerwurf         | Arndís Diljá Óskarsdóttir                                                                    | 51,60 m      | Noémie Pleimling                                                  | 50,45 m         | Marija Bogavac                                                            | 49,80 m                      |

| Disziplin         | Sieger                                                            | Sieger         | Zweiter                                                                                        | Zweiter        | Dritter                                                           | Dritter        |
| ----------------- | ----------------------------------------------------------------- | -------------- | ---------------------------------------------------------------------------------------------- | -------------- | ----------------------------------------------------------------- | -------------- |
| 4 × 400 m Staffel | LuxemburgGlenn Lassine Fanny Arendt David Friederich Elise Romero | 3:25,57 min NR | IslandÍvar Kristinn Jasonarson Guðbjörg Jóna Bjarnadóttir Samundur Ólafsson Ísold Sævarsdóttir | 3:25,96 min SB | MaltaNick Bonett Martha Spiteri Matthew Galea Soler Gina McNamara | 3:26,79 min SB |